# Bon Jovi/Diskografie
Diese Diskografie ist eine Übersicht über die musikalischen Werke der US-amerikanischen Rock-Musikgruppe Bon Jovi. Den Quellenangaben und Schallplattenauszeichnungen zufolge hat sie bisher mehr als 130 Millionen Tonträger verkauft, damit zählt sie zu den Bands mit den meisten verkauften Tonträgern weltweit. Ihre erfolgreichste Veröffentlichung ist das Album Slippery When Wet mit über 28 Millionen verkauften Einheiten. Alleine in Deutschland hat sie bis heute über 6,8 Millionen Tonträger verkauft und gehört somit zu den Interpreten mit den meisten verkauften Tonträgern in Deutschland.

## Alben

### Studioalben
| Jahr | Titel Musiklabel                                 | Höchstplatzierung, Gesamtwochen, AuszeichnungChartplatzierungen (Jahr, Titel, Musiklabel, Platzierungen, Wochen, Auszeichnungen, Anmerkungen) | Höchstplatzierung, Gesamtwochen, AuszeichnungChartplatzierungen (Jahr, Titel, Musiklabel, Platzierungen, Wochen, Auszeichnungen, Anmerkungen) | Höchstplatzierung, Gesamtwochen, AuszeichnungChartplatzierungen (Jahr, Titel, Musiklabel, Platzierungen, Wochen, Auszeichnungen, Anmerkungen) | Höchstplatzierung, Gesamtwochen, AuszeichnungChartplatzierungen (Jahr, Titel, Musiklabel, Platzierungen, Wochen, Auszeichnungen, Anmerkungen) | Höchstplatzierung, Gesamtwochen, AuszeichnungChartplatzierungen (Jahr, Titel, Musiklabel, Platzierungen, Wochen, Auszeichnungen, Anmerkungen) | Anmerkungen                                                    |
| Jahr | Titel Musiklabel                                 | DE | AT | CH | UK | US | Anmerkungen                                                    |
| ---- | ------------------------------------------------ | --- | --- | --- | --- | --- | -------------------------------------------------------------- |
| 1984 | Bon Jovi Mercury Records (Polygram)              | — | — | CH— GoldCH | UK71 Silber · (3 Wo.)UK | US43 Platin · (86 Wo.)US | Erstveröffentlichung: 21. Januar 1984 Verkäufe: + 3.500.000    |
| 1985 | 7800° Fahrenheit Mercury Records (Polygram)      | DE40 (6 Wo.)DE | — | CH11 (6 Wo.)CH | UK28 Silber · (12 Wo.)UK | US37 Platin · (104 Wo.)US | Erstveröffentlichung: 20. April 1985 Verkäufe: + 1.160.000     |
| 1986 | Slippery When Wet Mercury Records (Polygram)     | DE11 Platin · (57 Wo.)DE | AT2 (30 Wo.)AT | CH1 ×2Doppelplatin · (36 Wo.)CH | UK6 ×3Dreifachplatin · (141 Wo.)UK | US1 ×5Diamant + Fünffachplatin · (118 Wo.)US                                                                                                  | Erstveröffentlichung: 18. August 1986 Verkäufe: + 28.000.000   |
| 1988 | New Jersey Mercury Records (Polygram)            | DE4 Platin · (35 Wo.)DE | AT5 Platin · (9 Wo.)AT | CH1 Gold + Platin · (25 Wo.)CH | UK1 ×2Doppelplatin · (54 Wo.)UK | US1 ×7Siebenfachplatin · (77 Wo.)US | Erstveröffentlichung: 13. September 1988 Verkäufe: + 9.206.126 |
| 1992 | Keep the Faith Mercury Records (Polygram)        | DE2 Platin · (86 Wo.)DE | AT2 ×2Doppelplatin · (67 Wo.)AT | CH3 ×3Dreifachplatin · (72 Wo.)CH | UK1 Platin · (78 Wo.)UK | US5 ×2Doppelplatin · (46 Wo.)US | Erstveröffentlichung: 30. Oktober 1992 Verkäufe: + 6.127.500   |
| 1995 | These Days Mercury Records (Polygram)            | DE1 Gold · (66 Wo.)DE | AT1 Platin · (19 Wo.)AT | CH1 Platin · (19 Wo.)CH | UK1 ×2Doppelplatin · (56 Wo.)UK | US9 Platin · (20 Wo.)US | Erstveröffentlichung: 27. Juni 1995 Verkäufe: + 4.877.500      |
| 2000 | Crush Mercury Records (UMG)                      | DE1 ×5Fünffachgold · (49 Wo.)DE | AT1 Platin · (38 Wo.)AT | CH1 ×3Dreifachplatin · (39 Wo.)CH | UK1 Platin · (39 Wo.)UK | US9 ×2Doppelplatin · (51 Wo.)US | Erstveröffentlichung: 29. Mai 2000 Verkäufe: + 11.000.000      |
| 2002 | Bounce Island Def Jam Music Group (UMG)          | DE2 Platin · (29 Wo.)DE | AT3 Gold · (18 Wo.)AT | CH2 Platin · (20 Wo.)CH | UK2 Gold · (17 Wo.)UK | US2 Gold · (29 Wo.)US | Erstveröffentlichung: 23. September 2002 Verkäufe: + 1.905.000 |
| 2005 | Have a Nice Day Island Def Jam Music Group (UMG) | DE1 Platin · (26 Wo.)DE | AT1 Platin · (19 Wo.)AT | CH1 Platin · (25 Wo.)CH | UK2 Gold · (13 Wo.)UK | US2 Platin · (59 Wo.)US | Erstveröffentlichung: 19. September 2005 Verkäufe: + 2.010.000 |
| 2007 | Lost Highway Mercury Records (UMG)               | DE1 Platin · (49 Wo.)DE | AT1 ×2Doppelplatin · (28 Wo.)AT | CH1 Platin · (18 Wo.)CH | UK2 Gold · (11 Wo.)UK | US1 Platin · (45 Wo.)US | Erstveröffentlichung: 8. Juni 2007 Verkäufe: + 1.900.000       |
| 2009 | The Circle Island Def Jam Music Group (UMG)      | DE1 Gold · (19 Wo.)DE | AT2 (17 Wo.)AT | CH1 Gold · (16 Wo.)CH | UK2 Gold · (11 Wo.)UK | US1 Gold · (26 Wo.)US | Erstveröffentlichung: 30. Oktober 2009 Verkäufe: + 930.000     |
| 2013 | What About Now Island Def Jam Music Group (UMG)  | DE2 Gold · (19 Wo.)DE | AT1 Platin · (14 Wo.)AT | CH3 (17 Wo.)CH | UK2 Silber · (14 Wo.)UK | US1 (10 Wo.)US | Erstveröffentlichung: 8. März 2013 Verkäufe: + 1.515.000       |
| 2015 | Burning Bridges Mercury Records (UMG)            | DE1 (9 Wo.)DE | AT1 Gold · (11 Wo.)AT | CH2 (11 Wo.)CH | UK3 (8 Wo.)UK | US13 (3 Wo.)US | Erstveröffentlichung: 21. August 2015                          |
| 2016 | This House Is Not for Sale Island Records (UMG)  | DE3 (12 Wo.)DE | AT1 Gold · (9 Wo.)AT | CH2 (13 Wo.)CH | UK5 Silber · (8 Wo.)UK | US1 (9 Wo.)US | Erstveröffentlichung: 4. November 2016 Verkäufe: + 600.000     |
| 2020 | 2020 Island Records (UMG)                        | DE3 (10 Wo.)DE | AT2 (12 Wo.)AT | CH3 (13 Wo.)CH | UK5 (5 Wo.)UK | US19 (2 Wo.)US | Erstveröffentlichung: 2. Oktober 2020                          |
| 2024 | Forever Island Records (UMG)                     | DE2 (5 Wo.)DE | AT2 (5 Wo.)AT | CH1 (7 Wo.)CH | UK3 (2 Wo.)UK | US5 (1 Wo.)US | Erstveröffentlichung: 7. Juni 2024                             |

### Livealben
| Jahr | Titel Musiklabel                                                                 | Höchstplatzierung, Gesamtwochen, AuszeichnungChartplatzierungen (Jahr, Titel, Musiklabel, Platzierungen, Wochen, Auszeichnungen, Anmerkungen) | Höchstplatzierung, Gesamtwochen, AuszeichnungChartplatzierungen (Jahr, Titel, Musiklabel, Platzierungen, Wochen, Auszeichnungen, Anmerkungen) | Höchstplatzierung, Gesamtwochen, AuszeichnungChartplatzierungen (Jahr, Titel, Musiklabel, Platzierungen, Wochen, Auszeichnungen, Anmerkungen) | Höchstplatzierung, Gesamtwochen, AuszeichnungChartplatzierungen (Jahr, Titel, Musiklabel, Platzierungen, Wochen, Auszeichnungen, Anmerkungen) | Höchstplatzierung, Gesamtwochen, AuszeichnungChartplatzierungen (Jahr, Titel, Musiklabel, Platzierungen, Wochen, Auszeichnungen, Anmerkungen) | Anmerkungen                                              |
| Jahr | Titel Musiklabel                                                                 | DE | AT | CH | UK | US | Anmerkungen                                              |
| ---- | -------------------------------------------------------------------------------- | --- | --- | --- | --- | --- | -------------------------------------------------------- |
| 2001 | One Wild Night Live 1985–2001 Island Def Jam Music Group (UMG)                   | DE3 Gold · (20 Wo.)DE | AT2 Gold · (21 Wo.)AT | CH1 Platin · (22 Wo.)CH | UK2 Silber · (12 Wo.)UK | US20 (14 Wo.)US | Erstveröffentlichung: 14. Mai 2001 Verkäufe: + 1.135.000 |
| 2012 | Inside Out Island Records (UMG)                                                  | — | — | — | — | US196 (1 Wo.)US | Erstveröffentlichung: 27. November 2012                  |
| 2016 | This House Is Not for Sale - Live from the London Palladium Island Records (UMG) | — | — | — | — | — | Erstveröffentlichung: 16. Dezember 2016                  |

### Kompilationen
| Jahr | Titel Musiklabel                                              | Höchstplatzierung, Gesamtwochen, AuszeichnungChartplatzierungen (Jahr, Titel, Musiklabel, Platzierungen, Wochen, Auszeichnungen, Anmerkungen) | Höchstplatzierung, Gesamtwochen, AuszeichnungChartplatzierungen (Jahr, Titel, Musiklabel, Platzierungen, Wochen, Auszeichnungen, Anmerkungen) | Höchstplatzierung, Gesamtwochen, AuszeichnungChartplatzierungen (Jahr, Titel, Musiklabel, Platzierungen, Wochen, Auszeichnungen, Anmerkungen) | Höchstplatzierung, Gesamtwochen, AuszeichnungChartplatzierungen (Jahr, Titel, Musiklabel, Platzierungen, Wochen, Auszeichnungen, Anmerkungen) | Höchstplatzierung, Gesamtwochen, AuszeichnungChartplatzierungen (Jahr, Titel, Musiklabel, Platzierungen, Wochen, Auszeichnungen, Anmerkungen) | Anmerkungen                                                   |
| Jahr | Titel Musiklabel                                              | DE | AT | CH | UK | US | Anmerkungen                                                   |
| ---- | ------------------------------------------------------------- | --- | --- | --- | --- | --- | ------------------------------------------------------------- |
| 1991 | Hard & Hot Mercury Records (Polygram)                         | — | — | — | — | — | Erstveröffentlichung: 2. Dezember 1991                        |
| 1994 | Cross Road – The Best of Bon Jovi Mercury Records (Polygram)  | DE1 ×2Doppelplatin · (68 Wo.)DE | AT1 ×3Dreifachplatin · (61 Wo.)AT | CH1 ×4Vierfachplatin · (55 Wo.)CH | UK1 ×6Sechsfachplatin · (155 Wo.)UK | US8 ×7Siebenfachplatin · (57 Wo.)US | Erstveröffentlichung: 10. Oktober 1994 Verkäufe: + 21.000.000 |
| 2001 | Tokyo Road: Best of Bon Jovi Island Def Jam Music Group (UMG) | — | — | — | — | — | Erstveröffentlichung: 28. März 2001                           |
| 2003 | This Left Feels Right Island Def Jam Music Group (UMG)        | DE3 Platin · (20 Wo.)DE | AT2 Gold · (20 Wo.)AT | CH3 Gold · (20 Wo.)CH | UK4 Platin · (11 Wo.)UK | US14 Gold · (12 Wo.)US | Erstveröffentlichung: 4. November 2003 Verkäufe: + 1.500.000  |
| 2010 | Greatest Hits Island Def Jam Music Group (UMG)                | DE2 Platin · (41 Wo.)DE | AT2 (104 Wo.)AT | CH3 Gold · (37 Wo.)CH | UK2 ×5Fünffachplatin · (215 Wo.)UK | US5 Platin · (374 Wo.)US | Erstveröffentlichung: 29. Oktober 2010 Verkäufe: + 3.653.000  |

### EPs
| Jahr | Titel Musiklabel                                | Anmerkungen                |
| ---- | ----------------------------------------------- | -------------------------- |
| 1987 | Live On Tour EP Mercury Records (Polygram)      | Erstveröffentlichung: 1987 |
| 2000 | Live from Osaka Mercury Records (UMG)           | Erstveröffentlichung: 2000 |
| 2001 | The Love Songs Island Def Jam Music Group (UMG) | Erstveröffentlichung: 2001 |

## Singles
| Jahr | Titel Album                                                      | Höchstplatzierung, Gesamtwochen, AuszeichnungChartplatzierungen (Jahr, Titel, Album, Platzierungen, Wochen, Auszeichnungen, Anmerkungen) | Höchstplatzierung, Gesamtwochen, AuszeichnungChartplatzierungen (Jahr, Titel, Album, Platzierungen, Wochen, Auszeichnungen, Anmerkungen) | Höchstplatzierung, Gesamtwochen, AuszeichnungChartplatzierungen (Jahr, Titel, Album, Platzierungen, Wochen, Auszeichnungen, Anmerkungen) | Höchstplatzierung, Gesamtwochen, AuszeichnungChartplatzierungen (Jahr, Titel, Album, Platzierungen, Wochen, Auszeichnungen, Anmerkungen) | Höchstplatzierung, Gesamtwochen, AuszeichnungChartplatzierungen (Jahr, Titel, Album, Platzierungen, Wochen, Auszeichnungen, Anmerkungen) | Anmerkungen                                                  |
| Jahr | Titel Album                                                      | DE | AT | CH | UK | US | Anmerkungen                                                  |
| ---- | ---------------------------------------------------------------- | --- | --- | --- | --- | --- | ------------------------------------------------------------ |
| 1984 | Runaway Bon Jovi                                                 | DE— GoldDE | — | — | UK— SilberUK | US39 Platin · (13 Wo.)US | Erstveröffentlichung: Februar 1984                           |
| 1984 | She Don’t Know Me Bon Jovi                                       | — | — | — | — | US48 (11 Wo.)US | Erstveröffentlichung: 26. Mai 1984                           |
| 1984 | Burning For Love Bon Jovi                                        | — | — | — | — | — | Erstveröffentlichung: 17. Oktober 1984                       |
| 1985 | Only Lonely 7800° Fahrenheit                                     | — | — | — | — | US54 (8 Wo.)US | Erstveröffentlichung: April 1985                             |
| 1985 | In and Out of Love 7800° Fahrenheit                              | — | — | — | — | US69 (6 Wo.)US | Erstveröffentlichung: Mai 1985                               |
| 1985 | The Hardest Part Is the Night 7800° Fahrenheit                   | — | — | — | UK68 (4 Wo.)UK | — | Erstveröffentlichung: 21. August 1985                        |
| 1985 | Silent Night 7800° Fahrenheit                                    | — | — | — | — | — | Erstveröffentlichung: 22. Oktober 1985                       |
| 1986 | You Give Love a Bad Name Slippery When Wet                       | DE— GoldDE | AT25 (4 Wo.)AT | — | UK14 ×2Doppelplatin · (11 Wo.)UK | US1 ×5Fünffachplatin · (24 Wo.)US | Erstveröffentlichung: 23. Juli 1986                          |
| 1986 | Livin’ on a Prayer Slippery When Wet                             | DE20 Platin · (17 Wo.)DE | — | CH12 (12 Wo.)CH | UK4 ×4Vierfachplatin · (37 Wo.)UK | US1 Diamant · (21 Wo.)US | Erstveröffentlichung: 31. Oktober 1986                       |
| 1987 | Wanted Dead or Alive Slippery When Wet                           | DE47 (8 Wo.)DE | — | — | UK13 Platin · (7 Wo.)UK | US7 ×6Sechsfachplatin · (17 Wo.)US | Erstveröffentlichung: 2. März 1987                           |
| 1987 | Never Say Goodbye Slippery When Wet                              | — | — | — | UK21 (5 Wo.)UK | — | Erstveröffentlichung: 15. Juni 1987                          |
| 1988 | Bad Medicine New Jersey                                          | DE54 (7 Wo.)DE | — | CH14 (8 Wo.)CH | UK17 Silber · (8 Wo.)UK | US1 (20 Wo.)US | Erstveröffentlichung: 3. September 1988                      |
| 1988 | Born to Be My Baby New Jersey                                    | DE54 (9 Wo.)DE | — | CH25 (3 Wo.)CH | UK22 (7 Wo.)UK | US3 (20 Wo.)US | Erstveröffentlichung: 24. November 1988                      |
| 1989 | I’ll Be There for You New Jersey                                 | DE67 (10 Wo.)DE | — | CH15 (7 Wo.)CH | UK18 Silber · (7 Wo.)UK | US1 (22 Wo.)US | Erstveröffentlichung: 4. April 1989                          |
| 1989 | Lay Your Hands on Me New Jersey                                  | — | — | CH16 (8 Wo.)CH | UK18 (6 Wo.)UK | US7 (16 Wo.)US | Erstveröffentlichung: 1. August 1989                         |
| 1989 | Living in Sin New Jersey                                         | — | — | CH20 (6 Wo.)CH | UK35 (6 Wo.)UK | US9 (19 Wo.)US | Erstveröffentlichung: 11. November 1989                      |
| 1992 | Keep the Faith                                                   | DE8 (28 Wo.)DE | AT17 (8 Wo.)AT | CH3 (11 Wo.)CH | UK5 (6 Wo.)UK | US29 (16 Wo.)US | Erstveröffentlichung: 12. Oktober 1992                       |
| 1993 | Bed of Roses Keep the Faith                                      | DE10 Gold · (30 Wo.)DE | — | CH9 (32 Wo.)CH | UK13 Gold · (6 Wo.)UK | US10 (20 Wo.)US | Erstveröffentlichung: 26. Januar 1993                        |
| 1993 | In These Arms Keep the Faith                                     | DE14 (18 Wo.)DE | AT20 (7 Wo.)AT | CH23 (11 Wo.)CH | UK9 Silber · (7 Wo.)UK | US27 (16 Wo.)US | Erstveröffentlichung: 9. Mai 1993                            |
| 1993 | I’ll Sleep When I’m Dead Keep the Faith                          | — | AT19 (3 Wo.)AT | CH35 (2 Wo.)CH | UK17 (5 Wo.)UK | US97 (4 Wo.)US | Erstveröffentlichung: 31. Juli 1993                          |
| 1993 | I Believe Keep the Faith                                         | DE49 (4 Wo.)DE | — | CH34 (4 Wo.)CH | UK11 (6 Wo.)UK | — | Erstveröffentlichung: 25. September 1993                     |
| 1994 | Dry County Keep the Faith                                        | DE41 (7 Wo.)DE | AT26 (7 Wo.)AT | CH10 (11 Wo.)CH | UK9 (6 Wo.)UK | — | Erstveröffentlichung: 1. Mai 1994                            |
| 1994 | Always Cross Road – The Best of Bon Jovi                         | DE4 (26 Wo.)DE | AT3 Gold · (23 Wo.)AT | CH1 Gold · (30 Wo.)CH | UK2 ×2Doppelplatin · (23 Wo.)UK | US4 Platin + Gold · (32 Wo.)US | Erstveröffentlichung: 20. September 1994                     |
| 1994 | Please Come Home for Christmas –                                 | — | — | — | UK7 (14 Wo.)UK | — | Erstveröffentlichung: 5. Dezember 1994                       |
| 1995 | Someday I’ll Be Saturday Night Cross Road – The Best of Bon Jovi | DE37 (12 Wo.)DE | — | CH11 (14 Wo.)CH | UK7 (14 Wo.)UK | — | Erstveröffentlichung: 4. Februar 1995                        |
| 1995 | This Ain’t a Love Song These Days                                | DE9 (18 Wo.)DE | AT6 (14 Wo.)AT | CH4 (20 Wo.)CH | UK6 (9 Wo.)UK | US14 (20 Wo.)US | Erstveröffentlichung: 30. Mai 1995                           |
| 1995 | Something for the Pain These Days                                | DE51 (10 Wo.)DE | AT36 (1 Wo.)AT | CH10 (13 Wo.)CH | UK8 (7 Wo.)UK | US76 (9 Wo.)US | Erstveröffentlichung: 14. September 1995                     |
| 1995 | Lie to Me These Days                                             | DE46 (14 Wo.)DE | AT20 (8 Wo.)AT | CH20 (12 Wo.)CH | UK10 (8 Wo.)UK | — | Erstveröffentlichung: 29. November 1995                      |
| 1996 | These Days                                                       | DE61 (10 Wo.)DE | — | CH31 (5 Wo.)CH | UK7 (7 Wo.)UK | — | Erstveröffentlichung: 6. Februar 1996                        |
| 1996 | Hey God These Days                                               | — | — | — | UK13 (6 Wo.)UK | — | Erstveröffentlichung: 17. Juni 1996                          |
| 1999 | Real Life EDtv (OST)                                             | DE17 (9 Wo.)DE | AT17 (7 Wo.)AT | CH22 (6 Wo.)CH | UK21 (5 Wo.)UK | — | Erstveröffentlichung: März 1999                              |
| 2000 | It’s My Life Crush                                               | DE2 Platin · (32 Wo.)DE | AT1 Platin · (34 Wo.)AT | CH1 Platin · (33 Wo.)CH | UK3 ×2Doppelplatin · (17 Wo.)UK | US33 ×3Dreifachplatin · (20 Wo.)US | Erstveröffentlichung: 23. Mai 2000                           |
| 2000 | Say It Isn’t So Crush                                            | DE35 (9 Wo.)DE | AT22 (5 Wo.)AT | CH58 (12 Wo.)CH | UK10 (11 Wo.)UK | — | Erstveröffentlichung: 21. Juli 2000                          |
| 2000 | Thank You for Loving Me Crush                                    | DE25 (9 Wo.)DE | AT14 (18 Wo.)AT | CH26 (16 Wo.)CH | UK12 (6 Wo.)UK | US57 (10 Wo.)US | Erstveröffentlichung: 16. November 2000                      |
| 2001 | One Wild Night 2001 One Wild Night: Live 1985–2001               | DE25 (9 Wo.)DE | AT19 (10 Wo.)AT | CH31 (14 Wo.)CH | UK10 (9 Wo.)UK | — | Erstveröffentlichung: 30. April 2001                         |
| 2001 | Wanted Dead or Alive (Live) One Wild Night: Live 1985–2001       | DE45 (4 Wo.)DE | — | — | — | — | Erstveröffentlichung: 3. September 2001                      |
| 2002 | Everyday Bounce                                                  | DE7 (8 Wo.)DE | AT9 (10 Wo.)AT | CH6 (12 Wo.)CH | UK5 (17 Wo.)UK | — | Erstveröffentlichung: 17. August 2002                        |
| 2002 | Misunderstood Bounce                                             | DE35 (8 Wo.)DE | AT37 (11 Wo.)AT | CH57 (10 Wo.)CH | UK21 (6 Wo.)UK | — | Erstveröffentlichung: 30. November 2002                      |
| 2003 | All About Lovin’ You Bounce                                      | DE21 (9 Wo.)DE | AT27 (9 Wo.)AT | CH33 (9 Wo.)CH | UK9 (7 Wo.)UK | — | Erstveröffentlichung: 13. Mai 2003                           |
| 2003 | The Distance Bounce                                              | — | — | — | — | — | Erstveröffentlichung: 26. September 2003                     |
| 2003 | It’s My Life 2003 This Left Feels Right                          | DE45 (9 Wo.)DE | AT17 (12 Wo.)AT | — | — | — | Erstveröffentlichung: 1. Dezember 2003                       |
| 2005 | Have a Nice Day                                                  | DE7 (14 Wo.)DE | AT7 (18 Wo.)AT | CH10 (23 Wo.)CH | UK6 (7 Wo.)UK | US53 Gold · (15 Wo.)US | Erstveröffentlichung: 30. August 2005                        |
| 2006 | Welcome to Wherever You Are Have a Nice Day                      | DE40 (9 Wo.)DE | AT36 (10 Wo.)AT | CH46 (5 Wo.)CH | UK19 (3 Wo.)UK | — | Erstveröffentlichung: 17. Januar 2006                        |
| 2006 | Who Says You Can’t Go Home Have a Nice Day                       | DE54 (8 Wo.)DE | AT36 (5 Wo.)AT | CH57 (3 Wo.)CH | UK5 (4 Wo.)UK | US23 (26 Wo.)US | Erstveröffentlichung: 1. März 2006                           |
| 2007 | (You Want to) Make a Memory Lost Highway                         | DE5 (15 Wo.)DE | AT3 (23 Wo.)AT | CH5 (20 Wo.)CH | UK33 (1 Wo.)UK | US27 Gold · (20 Wo.)US | Erstveröffentlichung: 18. Mai 2007                           |
| 2007 | Lost Highway                                                     | DE36 (5 Wo.)DE | AT41 (5 Wo.)AT | — | — | — | Erstveröffentlichung: 9. September 2007                      |
| 2007 | Till We Ain’t Strangers Anymore Lost Highway                     | DE39 (8 Wo.)DE | — | — | — | — | Erstveröffentlichung: 30. November 2007 feat. LeAnn Rimes    |
| 2008 | Whole Lot of Leavin’ Lost Highway                                | DE41 (9 Wo.)DE | AT22 (17 Wo.)AT | — | — | — | Erstveröffentlichung: Mai 2008                               |
| 2009 | We Weren’t Born to Follow The Circle                             | DE6 (11 Wo.)DE | AT4 (18 Wo.)AT | CH14 (12 Wo.)CH | UK25 (3 Wo.)UK | US68 (4 Wo.)US | Erstveröffentlichung: 31. August 2009                        |
| 2010 | Superman Tonight The Circle                                      | DE26 (6 Wo.)DE | AT44 (1 Wo.)AT | — | — | — | Erstveröffentlichung: 25. Januar 2010                        |
| 2010 | When We Were Beautiful The Circle                                | — | — | — | — | — | Erstveröffentlichung: 20. Mai 2010                           |
| 2010 | What Do You Got? Greatest Hits                                   | DE23 (5 Wo.)DE | AT30 (4 Wo.)AT | — | — | — | Erstveröffentlichung: 21. September 2010                     |
| 2013 | Because We Can What About Now                                    | DE37 (14 Wo.)DE | AT21 (22 Wo.)AT | CH34 (9 Wo.)CH | UK38 (3 Wo.)UK | — | Erstveröffentlichung: 7. Januar 2013                         |
| 2015 | We Don’t Run Burning Bridges                                     | — | — | — | — | — | Erstveröffentlichung: 31. Juli 2015                          |
| 2015 | Saturday Night Gave Me Sunday Morning Burning Bridges            | DE98 (1 Wo.)DE | AT54 (1 Wo.)AT | — | — | — | Erstveröffentlichung: 31. Juli 2015                          |
| 2016 | This House Is Not for Sale                                       | DE85 (1 Wo.)DE | AT43 (1 Wo.)AT | — | — | — | Erstveröffentlichung: 12. August 2016                        |
| 2016 | Knockout This House Is Not for Sale                              | — | — | — | — | — | Erstveröffentlichung: 21. Oktober 2016                       |
| 2016 | Labor of Love This House Is Not for Sale                         | — | — | — | — | — | Erstveröffentlichung: 4. November 2016                       |
| 2016 | Born Again Tomorrow This House Is Not for Sale                   | — | — | — | — | — | Erstveröffentlichung: 23. Dezember 2016                      |
| 2019 | Unbroken 2020                                                    | — | — | — | — | — | Erstveröffentlichung: 1. November 2019                       |
| 2020 | Limitless 2020                                                   | — | — | — | — | — | Erstveröffentlichung: 20. Februar 2020                       |
| 2020 | American Reckoning 2020                                          | — | — | — | — | — | Erstveröffentlichung: 10. Juli 2020                          |
| 2020 | Do What You Can 2020                                             | — | — | — | — | — | Erstveröffentlichung: 23. Juli 2020                          |
| 2021 | Story of Love 2020                                               | — | — | — | — | — | Erstveröffentlichung: 1. Februar 2021                        |
| 2023 | Christmas Isn’t Christmas –                                      | — | — | — | — | — | Erstveröffentlichung: 17. November 2023                      |
| 2024 | Legendary Forever                                                | — | — | — | — | — | Erstveröffentlichung: 15. März 2024                          |
| 2024 | Living Proof Forever                                             | — | — | — | — | — | Erstveröffentlichung: 17. Mai 2024                           |
| 2024 | People’s House –                                                 | — | — | — | — | — | Erstveröffentlichung: 30. August 2024 mit The War and Treaty |
| 2024 | Now or Never –                                                   | — | — | — | — | — | Erstveröffentlichung: 14. November 2024 mit Pitbull          |

## Videoalben
| Jahr | Titel                                        | Höchstplatzierung, Gesamtwochen, AuszeichnungChartplatzierungen (Jahr, Titel, Platzierungen, Wochen, Auszeichnungen, Anmerkungen) | Höchstplatzierung, Gesamtwochen, AuszeichnungChartplatzierungen (Jahr, Titel, Platzierungen, Wochen, Auszeichnungen, Anmerkungen) | Höchstplatzierung, Gesamtwochen, AuszeichnungChartplatzierungen (Jahr, Titel, Platzierungen, Wochen, Auszeichnungen, Anmerkungen) | Höchstplatzierung, Gesamtwochen, AuszeichnungChartplatzierungen (Jahr, Titel, Platzierungen, Wochen, Auszeichnungen, Anmerkungen) | Höchstplatzierung, Gesamtwochen, AuszeichnungChartplatzierungen (Jahr, Titel, Platzierungen, Wochen, Auszeichnungen, Anmerkungen) | Anmerkungen                             |
| Jahr | Titel                                        | DE | AT | CH | UK | US | Anmerkungen                             |
| ---- | -------------------------------------------- | --- | --- | --- | --- | --- | --------------------------------------- |
| 1985 | Breakout: Video Singles                      | — | — | — | — | US— PlatinUS | Erstveröffentlichung: Februar 1993      |
| 1987 | Slippery When Wet: The Videos                | — | — | — | — | US— ×2DoppelplatinUS | Erstveröffentlichung: 1994              |
| 1989 | New Jersey: The Videos                       | — | — | — | — | US— PlatinUS | Erstveröffentlichung: 1994              |
| 1990 | Access All Areas: A Rock & Roll Odyssey      | — | — | — | — | US— GoldUS | Erstveröffentlichung: 1994              |
| 1994 | Keep the Faith: The Videos                   | — | — | — | UK9 (52 Wo.)UK | US— GoldUS | Erstveröffentlichung: 1994              |
| 1994 | Cross Road: The Videos                       | — | — | — | UK1 ×2Doppelplatin · (121 Wo.)UK                                                                                                  | US— GoldUS | Erstveröffentlichung: 1994              |
| 1995 | Live from London                             | — | — | — | UK2 ×2Doppelplatin · (100 Wo.)UK                                                                                                  | US— GoldUS | Erstveröffentlichung: November 1995     |
| 2000 | The Crush Tour                               | — | — | — | UK1 ×2Doppelplatin · (135 Wo.)UK                                                                                                  | US— PlatinUS | Erstveröffentlichung: 4. Dezember 2000  |
| 2004 | This Left Feels Right Live                   | DE28 a (6 Wo.)DE | — | — | UK1 Platin · (29 Wo.)UK | — | Erstveröffentlichung: 9. Februar 2004   |
| 2007 | Lost Highway: The Concert                    | — | — | — | UK4 Gold · (27 Wo.)UK | US— PlatinUS | Erstveröffentlichung: 23. November 2007 |
| 2008 | The Hits & The Legend                        | — | — | CH9 (1 Wo.)CH | UK34 (1 Wo.)UK | — | Erstveröffentlichung: 2008              |
| 2009 | Live at Madison Square Garden                | DE35 a (3 Wo.)DE | — | CH5 (2 Wo.)CH | UK10 Gold · (45 Wo.)UK | — | Erstveröffentlichung: 20. November 2009 |
| 2010 | Greatest Hits: The Ultimate Video Collection | — | — | CH8 (2 Wo.)CH | — | — | Erstveröffentlichung: November 2010     |

## Boxsets
| Jahr | Titel                                    | Höchstplatzierung, Gesamtwochen, AuszeichnungChartplatzierungen (Jahr, Titel, Platzierungen, Wochen, Auszeichnungen, Anmerkungen) | Höchstplatzierung, Gesamtwochen, AuszeichnungChartplatzierungen (Jahr, Titel, Platzierungen, Wochen, Auszeichnungen, Anmerkungen) | Höchstplatzierung, Gesamtwochen, AuszeichnungChartplatzierungen (Jahr, Titel, Platzierungen, Wochen, Auszeichnungen, Anmerkungen) | Höchstplatzierung, Gesamtwochen, AuszeichnungChartplatzierungen (Jahr, Titel, Platzierungen, Wochen, Auszeichnungen, Anmerkungen) | Höchstplatzierung, Gesamtwochen, AuszeichnungChartplatzierungen (Jahr, Titel, Platzierungen, Wochen, Auszeichnungen, Anmerkungen) | Anmerkungen                             |
| Jahr | Titel                                    | DE | AT | CH | UK | US | Anmerkungen                             |
| ---- | ---------------------------------------- | --- | --- | --- | --- | --- | --------------------------------------- |
| 2004 | 100,000,000 Bon Jovi Fans Can’t Be Wrong | DE37 (1 Wo.)DE | AT50 (5 Wo.)AT | — | UK90 (1 Wo.)UK | US53 Gold · (68 Wo.)US | Erstveröffentlichung: 16. November 2004 |

## Promoveröffentlichungen
| Jahr | Titel Album                                                             | Anmerkungen                       |
| ---- | ----------------------------------------------------------------------- | --------------------------------- |
| 1985 | The Price Of Love –                                                     | nur in Japan veröffentlicht       |
| 1986 | Let It Rock Slippery When Wet                                           | nur in UK veröffentlicht          |
| 1994 | Good Guys Don’t Always Wear White Machen wir’s wie Cowboys (Soundtrack) | nur in US veröffentlicht          |
| 1995 | Wedding Day –                                                           | nur in Deutschland veröffentlicht |
| 2000 | Save The World Crush                                                    | nur in Japan veröffentlicht       |
| 2003 | Keep the Faith 2003 This Left Feels Right                               | nur in US veröffentlicht          |
| 2003 | Always 2003 This Left Feels Right                                       | nur in US veröffentlicht          |
| 2004 | The Radio Saved My Life Tonight –                                       | nur in Japan veröffentlicht       |
| 2005 | I Want to Be Loved Have a Nice Day                                      | nur in US veröffentlicht          |
| 2010 | This Is Our House –                                                     | nur in UK veröffentlicht          |
| 2011 | No Apologies Greatest Hits                                              | nur in Niederlande veröffentlicht |

## Sonderveröffentlichungen
| Jahr | Titel Musiklabel                                                    | Anmerkungen                                                           |
| ---- | ------------------------------------------------------------------- | --------------------------------------------------------------------- |
| 2003 | Bon Jovi – Target EP Island Def Jam Music Group (UMG)               | Erstveröffentlichung: 14. Januar 2003 exklusiv bei Target vertrieben  |
| 2006 | Live from the Have a Nice Day Tour Island Def Jam Music Group (UMG) | Erstveröffentlichung: 7. Februar 2006 exklusiv bei Walmart vertrieben |

## Statistik

### Chartauswertung
|                     | DE     | AT     | CH     | UK     | US     |
| ------------------- | ------ | ------ | ------ | ------ | ------ |
| Nummer-eins-Alben   | DE7DE  | AT8AT  | CH10CH | UK5UK  | US6US  |
| Top-10-Alben        | DE17DE | AT18AT | CH17CH | UK18UK | US14US |
| Alben in den Charts | DE22DE | AT19AT | CH18CH | UK21UK | US22US |

|                       | DE     | AT     | CH     | UK     | US     |
| --------------------- | ------ | ------ | ------ | ------ | ------ |
| Nummer-eins-Singles   | DE—DE  | AT1AT  | CH2CH  | UK—UK  | US4US  |
| Top-10-Singles        | DE9DE  | AT7AT  | CH10CH | UK18UK | US10US |
| Singles in den Charts | DE39DE | AT30AT | CH32CH | UK38UK | US25US |

|                          | DE    | AT    | CH    | UK    | US    |
| ------------------------ | ----- | ----- | ----- | ----- | ----- |
| Nummer-eins-Videoalben   | DE—DE | AT—AT | CH—CH | UK3UK | US—US |
| Top-10-Videoalben        | DE—DE | AT—AT | CH3CH | UK7UK | US—US |
| Videoalben in den Charts | DE—DE | AT—AT | CH3CH | UK9UK | US—US |

### Auszeichnungen für Musikverkäufe
| Land/RegionAuszeichnungen für Musikverkäufe (Land/Region, Auszeichnungen, Verkäufe, Quellen) | Silber       | Gold         | Platin         | Diamant     | Verkäufe     | Quellen |
| -------------------------------------------------------------------------------------------- | ------------ | ------------ | -------------- | ----------- | ------------ | --- |
| Argentinien (CAPIF)                                                                          | —            | 3× Gold3     | 6× Platin6     | —           | 280.000      | capif.org.ar (Memento vom 6. Juli 2011 im Internet Archive) AR2 (Memento vom 31. Mai 2011 im Internet Archive) |
| Australien (ARIA)                                                                            | —            | 16× Gold16   | 80× Platin80   | —           | 5.802.500    | aria.com.au |
| Belgien (BRMA)                                                                               | —            | 4× Gold4     | 5× Platin5     | —           | 340.000      | ultratop.be |
| Brasilien (PMB)                                                                              | —            | 14× Gold14   | 2× Platin2     | Diamant1    | 970.000      | pro-musicabr.org.br                                                                                            |
| Dänemark (IFPI)                                                                              | —            | 3× Gold3     | 4× Platin4     | —           | 315.000      | ifpi.dk |
| Deutschland (BVMI)                                                                           | —            | 8× Gold8     | 14× Platin14   | —           | 6.850.000    | musikindustrie.de                                                                                              |
| Europa (IFPI)                                                                                | —            | —            | 19× Platin19   | —           | (19.000.000) | ifpi.org (Memento vom 1. Januar 2014 im Internet Archive)                                                      |
| Finnland (IFPI)                                                                              | —            | 2× Gold2     | 6× Platin6     | —           | 422.500      | ifpi.fi |
| Frankreich (SNEP)                                                                            | Silber1      | 4× Gold4     | Platin1        | —           | 700.000      | infodisc.fr |
| Griechenland (IFPI)                                                                          | —            | Gold1        | —              | —           | 10.000       | Einzelnachweise                                                                                                |
| Hongkong (IFPI/HKRIA)                                                                        | —            | 2× Gold2     | 3× Platin3     | —           | 80.000       | ifpihk.org |
| Indien (IMI)                                                                                 | —            | —            | Platin1        | —           | 20.000       | Einzelnachweise                                                                                                |
| Indonesien (ASIRI)                                                                           | —            | Gold1        | 3× Platin3     | —           | 70.000       | Einzelnachweise                                                                                                |
| Irland (IRMA)                                                                                | —            | 2× Gold2     | 4× Platin4     | —           | 75.000       | irishcharts.ie                                                                                                 |
| Italien (FIMI)                                                                               | —            | 2× Gold2     | 16× Platin16   | —           | 1.615.000    | fimi.it |
| Japan (RIAJ)                                                                                 | —            | 6× Gold6     | 13× Platin13   | Diamant1    | 4.300.000    | riaj.or.jp JP2                                                                                                 |
| Kanada (MC)                                                                                  | —            | 7× Gold7     | 28× Platin28   | 2× Diamant2 | 4.485.000    | musiccanada.com                                                                                                |
| Malaysia (RIM)                                                                               | —            | —            | Platin1        | —           | 100.000      | Einzelnachweise                                                                                                |
| Mexiko (AMPROFON)                                                                            | —            | Gold1        | 2× Platin2     | —           | 275.000      | amprofon.com.mx                                                                                                |
| Neuseeland (RMNZ)                                                                            | —            | 6× Gold6     | 34× Platin34   | —           | 830.000      | aotearoamusiccharts.co.nz NZ2 (Memento vom 24. Juli 2011 im Internet Archive) NZ3 NZ4                          |
| Niederlande (NVPI)                                                                           | —            | 3× Gold3     | 6× Platin6     | —           | 710.000      | nvpi.nl |
| Norwegen (IFPI)                                                                              | —            | 3× Gold3     | —              | —           | 95.000       | Einzelnachweise                                                                                                |
| Österreich (IFPI)                                                                            | —            | 6× Gold6     | 13× Platin13   | —           | 675.000      | ifpi.at |
| Philippinen (PARI)                                                                           | —            | Gold1        | —              | —           | 20.000       | Einzelnachweise                                                                                                |
| Polen (ZPAV)                                                                                 | —            | 3× Gold3     | —              | —           | 110.000      | olis.pl |
| Portugal (AFP)                                                                               | Silber1      | Gold1        | 7× Platin7     | —           | 152.000      | Einzelnachweise                                                                                                |
| Russland (NFPF)                                                                              | —            | 2× Gold2     | —              | —           | 110.000      | 2m-online.ru                                                                                                   |
| Schweden (IFPI)                                                                              | —            | 3× Gold3     | 5× Platin5     | —           | 475.000      | sverigetopplistan.se SE2                                                                                       |
| Schweiz (IFPI)                                                                               | —            | 6× Gold6     | 20× Platin20   | —           | 1.200.000    | hitparade.ch                                                                                                   |
| Singapur (RIAS)                                                                              | —            | Gold1        | Platin1        | —           | 20.000       | rias.org.sg |
| Spanien (Promusicae)                                                                         | —            | 6× Gold6     | 20× Platin20   | —           | 1.920.000    | elportaldemusica.es ES2 ES3                                                                                    |
| Südafrika (RISA)                                                                             | —            | —            | Platin1        | —           | 50.000       | Einzelnachweise                                                                                                |
| Südkorea (KMCA)                                                                              | —            | —            | 3× Platin3     | —           | 90.000       | Einzelnachweise                                                                                                |
| Taiwan (RIT)                                                                                 | —            | —            | 3× Platin3     | —           | 150.000      | Einzelnachweise                                                                                                |
| Thailand (TECA)                                                                              | —            | —            | Platin1        | —           | 50.000       | Einzelnachweise                                                                                                |
| Tschechien (IFPI)                                                                            | —            | Gold1        | —              | —           | 25.000       | Einzelnachweise                                                                                                |
| Türkei (Mü-YAP)                                                                              | —            | —            | Platin1        | —           | 30.000       | Einzelnachweise                                                                                                |
| Ungarn (MAHASZ)                                                                              | —            | 4× Gold4     | —              | —           | 56.000       | slagerlistak.hu                                                                                                |
| Uruguay (CUD)                                                                                | —            | Gold1        | —              | —           | 3.000        | Einzelnachweise                                                                                                |
| Vereinigte Staaten (RIAA)                                                                    | —            | 11× Gold11   | 51× Platin51   | 2× Diamant2 | 69.400.000   | riaa.com |
| Vereinigtes Königreich (BPI)                                                                 | 9× Silber9   | 7× Gold7     | 39× Platin39   | —           | 15.490.000   | bpi.co.uk |
| Insgesamt                                                                                    | 11× Silber11 | 141× Gold141 | 413× Platin413 | 6× Diamant6 |              | |